# Ircinia spiculosa
Ircinia spiculosa är en svampdjursart som beskrevs av Jörn Hentschel 1912. Ircinia spiculosa ingår i släktet Ircinia och familjen Irciniidae.
Artens utbredningsområde är havet kring Indonesien. Inga underarter finns listade i Catalogue of Life.